# Galo Larrea
Galo Larrea Torres (Ibarra, 29 de julio de 1922, Ibídem, 10 de junio de 2012) fue un militar y político ecuatoriano.

## Biografía
Nació el 29 de julio de 1922 en Ibarra, provincia de Imbabura. Realizó sus estudios secundarios en el Colegio Nacional Teodoro Gómez de la Torre y en el Colegio Militar Eloy Alfaro y los superiores en la Escuela Superior Militar Eloy Alfaro, donde obtuvo en 1943 el título militar de subteniente. Posteriormente llegó al grado de mayor, pero se retiró del ejército por problemas de salud.
En 1967 fue elegido alcalde de Ibarra por el Frente Democrático (de tendencia liberal), pero no pudo terminar su periodo debido a un golpe de Estado. Su administración se centró en la dotación de servicios básicos a sectores urbano marginales y rurales de la ciudad. También creó la Empresa de Agua Potable y Alcantarillado de Ibarra (EMAPA).
Cuando el Partido Liberal Radical Ecuatoriano entró en crisis se pasó al Partido Demócrata, en el que permaneció hasta su disolución. Luego se unió a la Izquierda Democrática, partido por el que fue elegido diputado nacional en representación de Imbabura en las elecciones legislativas de 1988.
Otros cargos que ocupó incluyen: vicepresidente y presidente del consejo provincial de Imbabura (lo que en actualidad equivale a prefecto), consejero provincial y vicepresidente del Tribunal Supremo Electoral.